# Huperzia linifolia
Huperzia linifolia là một loài thực vật có mạch trong Họ Thạch tùng. Loài này được (L.) Trevis. mô tả khoa học đầu tiên năm 1874.